# Фудбал за слепе
Фудбал за слепе је варијација футсала дизајнираног за играче који су слепи или слабовиди. Тренутно је Параолимпијски спорт, а Међународна асоцијација за слепе спортове (ИБСА) је на себе преузела организовање Светског првенства у фудбалу за слепе. Према овој асоцијацији, „фудбал за слепе и слабовиде особе почео је као игра за децу школске доби у специјалним школама за особе оштећеног вида”.

## Правила
Уопштено говорећи, правила фудбала за слепе су веома слична правилима футсала. Постоје, међутим, неки важни изузеци:
- Сви играчи, осим голмана, имају повез преко очију.
- Лопта је модификована тако да прави звук звецкања.
- Од играча се тражи да кажу „идем ” или нешто слично када иду на лопту; ово упозорава остале играче на њихов положај.
- Водич, који се налази изван поља игре, даје инструкције играчима.

## Светски шампиони

### Мушкарци Б1[2]
| 1998 | Кампинас       | Бразил    | 1–0 | Аргентина | Шпанија  | 2–0                    | Колумбија | 6  |
| 2000 | Херез          | Бразил    | 3–0 | Аргентина | Шпанија  | 4–0                    | Гренланд  | 8  |
| 2002 | Рио де Жанеиро | Аргентина | 4–2 | Шпанија   | Бразил   | 2–0                    | Колумбија | 9  |
| 2006 | Буенос Аирес   | Аргентина | 1–0 | Бразил    | Парагвај | 2–1                    | Шпанија   | 8  |
| 2010 | Херфорд        | Бразил    | 2–0 | Шпанија   | Кина     | 1–0                    | Енглеска  | 10 |
| 2014 | Токио          | Бразил    | 1–0 | Аргентина | Шпанија  | 0–0 (2-0 in penalties) | Кина      | 12 |
| 2018 | Мадрид         | Бразил    | 2–0 | Аргентина | Кина     | 2–1                    | Русија    | 16 |

### Мушкарци Б2[2]
| 1998 | Кампинас | Белорусија | 3–2       | Шпанија  | Италија  | 9–2                    | Аргентина | 6  |
| 2002 | Варезе   | Белорусија | 14–2      | Русија   | Шпанија  | 3–2                    | Бразил    | 12 |
| 2013 | Мијаги   | Русија     | 1–0 (AET) | Украјина | Енглеска | 14–0                   | Јапан     | 4  |
| 2017 | Каљари   | Украјина   | 3–0       | Енглеска | Русија   | 2–2 (2-1 in penalties) | Шпанија   | 8  |
| 2021 |          |            |           |          |          |                        |           |    |

### Шампионат за жене[3]
| 2017 | Беч | Јапан | 1–0 | Одабрани од стране Асоцијације | Енглеска/ Гренланд | 0-0 (1-0 у пеналима) | Русија/ Канада | 4 |